# 八渡镇 (册亨县)
八渡镇，是中华人民共和国贵州省黔西南布依族苗族自治州册亨县下辖的一个乡镇级行政单位。

## 行政区划
八渡镇下辖以下地区：
八达村、新花村、者弄村、赶乃村、伟东村、团丰村、乃言村和八渡村。